# Chromodoris annae
Chromodoris annae är en art av nakensnäcka i släktet Chromodoris och ordningen Nudibranchia. Chromodoris annae är en ganska liten men färggrann nakensnäcka, vars gälar är ganska lång bakåt placerade på dorsalsidan. Arten beskrevs för första gången 1877 av den danska läkaren och malakologen Rudolph Bergh.

## Beskrivning
Chromodoris annae uppnår en maximal längd av 2-5 cm. Kroppen är avlång och klarblå, med svarta longitudinella linjer som löper längs med sidorna. Hudflikar i gulorange färg vid manteln är också placerade på djurets sidor. Rhinoporerna, liksom gälarna har en orange kulör. Chromodoris annae påminner mycket om de besläktade arterna Chromodoris elisabethina och Chromodoris westralensis, men är lätt att skilja från de två genom en svart linje mellan rhinoporerna. Färgerna kan skilja sig åt något mellan individer, i synnerhet intensiteten i den gulorange färgen på hudflikarna vid manteln. 

## Ekologi och levnadssätt
Chromodoris annae lever på korallrev på omkring 15-30 meters djup i tropiska vatten. Denna art är specialiserad på att livnära sig på svampdjur i släktet Petrosaspongia. Observationer har även gjorts av att Chromodoris annae verkar kunna livnära sig på sjöpungar, en egenskap som den delar med flera andra arter och släkten av nakensnäckor.

## Utbredning
Chromodoris annae förekommer i den västra regionen mellan Indiska oceanen och Stilla havet. Arten hittas nära Indonesien, Papua Nya Guinea, Filippinerna och vid östra respektive västra Australiens kuster. Arten förekommer även vid Marshallöarna. Enstaka observationer har gjorts vid Östafrikas kustområden nära Tanzania och Sydafrika.

### Fotnoter
1. 1 2  jurisdiction=New South Wales; corporateName=Australian Museum; author=Rudman, W. B. (15 juli 2010). ”The Sea Slug Forum - Chromodoris annae” (på engelska). www.seaslugforum.net. http://www.seaslugforum.net/find/chroanna. Läst 10 april 2021.
2. 1 2 3  ”Chromodoris annae, Anna's chromodoris”. www.sealifebase.ca. https://www.sealifebase.ca/summary/Chromodoris-annae.html. Läst 10 april 2021.
3. ↑  jurisdiction=New South Wales; corporateName=Australian Museum; author=Rudman, W. B. (9 juni 2010). ”The Sea Slug Forum - Chromodoris annae” (på engelska). www.seaslugforum.net. http://www.seaslugforum.net/find/12079. Läst 10 april 2021.
4. 1 2  ”Observationer”. iNaturalist. https://www.inaturalist.org/observations?place_id=any&subview=map&taxon_id=119434. Läst 10 april 2021.